# Ljoebov Kotsjetova
Ljoebov Koezminitsjna Kotsjetova (Russisch: Любовь Кузминична Кочетова) (Borisov, 12 juli 1929 - Toela, 4 november 2010) was een wielrenner uit de Sovjet-Unie.
Op de wereldkampioenschappen baanwielrennen in 1958 werd Kotsjetova wereldkampioen op het onderdeel achtervolging. Het jaar daarop in 1959 behaalde ze de derde plaats.